# Élections sénatoriales de 2020 à Wallis-et-Futuna
L’élection sénatoriale à Wallis-et-Futuna a lieu le dimanche 27 septembre 2020. Elle a pour but d'élire le sénateur représentant la collectivité au Sénat pour un mandat de six années. Mikaele Kulimoetoke remporte l'élection et succède à Robert Laufoaulu.

## Contexte départemental
Lors de l’élection sénatoriale de 2014 à Wallis-et-Futuna, Robert Laufoaulu est réélu sénateur.
Depuis, tous les effectifs du collège électoral des grands électeurs ont été renouvelés, avec les élections territoriales de 2017 et les élections législatives de 2017.

## Rappel des résultats de 2014
|             | Robert Laufoaulu | DVD         | 15 | 68,18  |  |  |
|             | Vetelino Nau     | PS          | 7  | 31,82  |  |  |
|             |                  |             |    |        |  |  |
| Inscrits    | Inscrits         | Inscrits    | 22 | 100,00 |  |  |
| Abstentions | Abstentions      | Abstentions | 0  | 0,00   |  |  |
| Votants     | Votants          | Votants     | 22 | 100,00 |  |  |
| Blancs      | Blancs           | Blancs      | 0  | 0,00   |  |  |
| Nuls        | Nuls             | Nuls        | 0  | 0,00   |  |  |
| Exprimés    | Exprimés         | Exprimés    | 22 | 100,00 |  |  |

## Sénateur sortant
| Sénateur | Sénateur         | Parti | Fonctions lors de l'élection en 2014 |
| -------- | ---------------- | ----- | ------------------------------------ |
|          | Robert Laufoaulu | DVD   | Sénateur de Wallis-et-Futuna         |

## Candidats et suppléants
Le nouveau représentant est élu pour une législature de 6 ans au suffrage universel indirect par les 22 grands électeurs de la collectivité. À Wallis-et-Futuna, le sénateur est élu au scrutin majoritaire à deux tours. Le nombre reste inchangé, un sénateur est à élire. Il y aura plusieurs candidats dans la collectivité, chacun avec un suppléant.
| N°  | Candidats | Candidats            | Parti | Principales fonctions                                       |
| --- | --------- | -------------------- | ----- | ----------------------------------------------------------- |
| T 1 |           | Mikaele Kulimoetoke  | DVG   | Ancien président de l'Assemblée territoriale                |
| s 1 |           | Savelina Véa         | PS    | Membre de l'Assemblée territoriale                          |
|     |           |                      |       |                                                             |
| T 2 |           | Albert Likuvalu      | PRG   | Ancien député, ancien président de l'Assemblée territoriale |
| s 2 |           | Nivaleta Iloai       | PS    | Membre de l'Assemblée territoriale                          |
|     |           |                      |       |                                                             |
| T 3 |           | Akatoto Masei        | DVD   | Chef de la brigade de gendarmerie                           |
| s 3 |           | Malia Puluiuvea      | DVD   |                                                             |
|     |           |                      |       |                                                             |
| T 4 |           | David Vergé          | DVD   | Membre de l'Assemblée territoriale, ancien député           |
| s 4 |           | Mireille Laufilitoga | DVD   | Membre de l'Assemblée territoriale                          |
|     |           |                      |       |                                                             |
| T 5 |           | Robert Laufoaulu *   | DVD   | Sénateur sortant                                            |
| s 5 |           | Yannick Feleu        | LR    | Secrétaire de l'Assemblée territoriale                      |

## Résultats
| Candidats                | Candidats                | Parti                    | Nuance                   | Premier tour | Premier tour | Second tour | Second tour |
| Candidats                | Candidats                | Parti                    | Nuance                   | Voix         | %            | Voix        | %           |
| ------------------------ | ------------------------ | ------------------------ | ------------------------ | ------------ | ------------ | ----------- | ----------- |
|                          | Robert Laufoaulu         | SE                       | DVD                      | 7            | 31,82        | 9           | 42,86       |
|                          | Mikaele Kulimoetoke      | SE                       | DVG                      | 6            | 27,27        | 12          | 57,14       |
|                          | Albert Likuvalu          | PRG                      | RDG                      | 5            | 22,73        | Retrait     | Retrait     |
|                          | David Vergé              | SE                       | DVD                      | 4            | 18,18        | Retrait     | Retrait     |
|                          | Akatoto Masei            | SE                       | DIV                      | 0            | 0,00         | 0           | 0,00        |
|                          |                          |                          |                          |              |              |             |             |
| Votes valides            | Votes valides            | Votes valides            | Votes valides            | 22           | 100          | 21          | 100         |
| Votes blancs             | Votes blancs             | Votes blancs             | Votes blancs             | 0            | 0,00         | 0           | 0,00        |
| Votes nuls               | Votes nuls               | Votes nuls               | Votes nuls               | 0            | 0,00         | 0           | 0,00        |
| Total                    | Total                    | Total                    | Total                    | 22           | 100          | 21          | 100         |
| Abstention               | Abstention               | Abstention               | Abstention               | 0            | 0,00         | 1           | 4,55        |
| Inscrits / participation | Inscrits / participation | Inscrits / participation | Inscrits / participation | 22           | 100          | 22          | 95,45       |